# Nikola Poplašen
Nikola Poplašen in serbo cirillico,  Никола Поплашен, (Sombor, 1951) è un politico bosniaco.
Fu per circa un anno presidente della Republika Srpska dopo essere stato eletto alle elezioni del 12 e 13 settembre del 1998, ma per la sua opposizione alla nomina di Milorad Dodik come primo ministro della Republika Srpska, venne rimosso dell'Alto rappresentante per la Bosnia ed Erzegovina Carlos Westendorp il 6 marzo 1999.